# Beyla (prefectuur)
Beyla is een prefectuur in de regio Nzérékoré van Guinee. De hoofdstad is Beyla. De prefectuur heeft een oppervlakte van 12.620 km² en heeft 326.082 inwoners.
De prefectuur ligt in het zuidoosten van het land, op de grens met Ivoorkust.

## Subprefecturen
De prefectuur is administratief verdeeld in 14 sub-prefecturen:
1. Beyla-Centre
2. Boola
3. Diara-Guerela
4. Diassodou
5. Fouala
6. Gbakedou
7. Gbessoba
8. Karala
9. Koumandou
10. Moussadou
11. Nionsomoridou
12. Samana
13. Sinko
14. Sokourala